# Johannes Haarklou
Johannes Haarklou (ur. 13 maja 1847 w Førde, zm. 26 listopada 1925 w Grefsen koło Oslo) – norweski organista i kompozytor epoki romantyzmu. Jako  krytyk muzyczny wywarł wpływ na norweskie życie muzyczne.
W swojej twórczości prezentował styl odmienny od Edvarda Griega (początkowo pozostawał pod jego wpływem) i Johana Svendsena. Jego kompozycje prezentują różne gatunki (napisał m.in. muzykę do dramatu Sigurd Slembe Bjørnstjerna Bjørnsona). W utworach fortepianowych stosował stylizację tańców norweskich. W późniejszym okresie twórczości częściej wykorzystywał polifonię.

## Życiorys
Początkowo uczył się gry na organach i harmonii w Drammen u Christiana Cappelena oraz kontrapunktu u Ludviga Mathiasa Lindemana w Oslo. Następnie kształcił się, w latach 1873-1875 w konserwatorium w Lipsku, gdzie jego nauczycielami byli Ernst Friedrich Eduard Richter, Salomon Jadassohn oraz Hermann Kretzschmar. W 1876 kontynuował naukę u Friedricha Kiela i Carla Augusta Haupta w Berlinie. W 1878 w Bergen odbył się jego pierwszy koncert, na którym wystąpił jako organista. W latach 1880–1882 piastował stanowisko organisty kościoła w Sagene, dzielnicy Oslo. Następnie, do 1920, pracował jako organista w kościele w Gamle Aker (również w dzielnicy Norwegii). Od 1878 prowadził intensywne życie koncertowe jako instrumentalista; poza tym jego kompozycje były wykonywane w Oslo, Berlinie i Lipsku. W 1899 został redaktorem czasopisma Sangertidende poświęconego śpiewowi. Był również dziennikarzem muzycznym w dziennikach Dagbladet, Fri Presse i Morgenposten.
W 1911 roku odznaczony został Krzyżem Kawalerskim I Klasy Królewskiego Orderu Świętego Olafa.

## Wybrane kompozycje

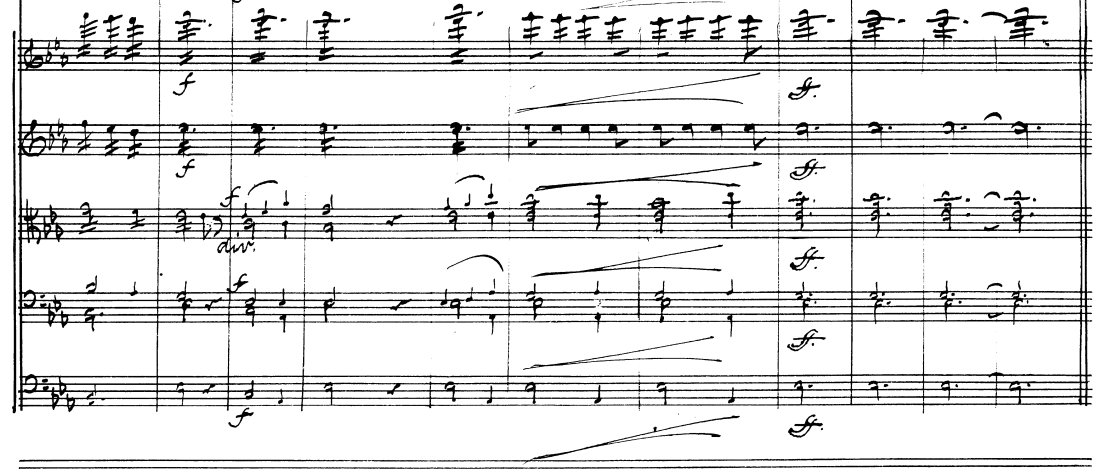
Rękopis partytury IV Symfonii (ostatnie takty w partii kwartetu smyczkowego)

Opracowano na podstawie materiału źródłowego:
Symfonie
- 1899: I Symfonia B-dur
- 1902: II Symfonia d-moll
- 1919: III Symfonia C-dur
- 1922: IV Symfonia Es-dur

Koncerty
- 1917: Koncert fortepianowy op. 47
- 1922: Koncert skrzypcowy op. 50

Inne utwory orkiestrowe
- Wariacje na temat norweskiej melodii ludowej na orkiestrę smyczkową op. 3
- 1898: Marche triomphale op. 7
- 1902: suita In Westminster Abbey op. 59
- 1912: Romance na skrzypce i orkiestrę op. 35
- 1913: Requiem udan Ord op. 46 (Requiem bez słów)
- 1922: Marche héroïque op. 39
- 1922: St. Olaf Legende op. 45

Utwory fortepianowe
- 1896: Musikaliske Momonter op. 16
- Poetiske Klaverstykker op. 27
- 1907: Norske dance op. 31

Utwory skrzypcowe
- Sonata g-moll op. 41

Utwory organowe
- Preludia op. 17
- 1990: Fantasi triomphale op. 36

Utwory wokalne
- oratorium Skabelsen og Mennesket op. 57 (sł. Henrika Wergelanda)
- Reformationskantate na chór i orkiestrę
- Pintsekantate op. 33 na chór i orkiestrę

Opery
- Fra gamle Dage (wyst. Oslo, 1894)
- Væringerne i Miklagard (wyst. Trondhiem, 1901)
- Emigranten (wyst. Oslo, 1903)
- Marisagnet (wyst. Oslo, 1909)
- Tyrfing (wyst. Oslo, 1911)